# 梅江站
梅江站是渝怀铁路上的一个车站，位于重庆市秀山县梅江镇三角村，距离梅江镇5公里，距怀化站178公里，现由广州局集团怀化车务段管辖。该站是广铁集团管内少数位于重庆市境内的车站和最西边的车站之一，也是广铁集团与成都铁路局的局界站，不办理客运业务。
该车站及其上下行区间均为电气化区段。